# Palaquium sambasense
Palaquium sambasense är en tvåhjärtbladig växtart som beskrevs av Jean Baptiste Louis Pierre och Marcel Marie Maurice Dubard. Palaquium sambasense ingår i släktet Palaquium och familjen Sapotaceae. Inga underarter finns listade i Catalogue of Life.